# 진주 귀걸이를 한 소녀 (영화)
《진주 귀걸이를 한 소녀》(영어: Girl with a Pearl Earring)는 피터 웨버가 감독한 2003년 영국/룩셈부르크의 드라마 영화이다. 각본은 원작인 트레이시 슈발리에의 소설 《진주 귀고리 소녀》를 시나리오 작가 올리비아 헤트리드가 각색한 것이다. 스칼렛 요한슨, 콜린 퍼스, 톰 윌킨슨, 킬리언 머피가 출연한다. 영화의 제목은 네덜란드 화가 요하네스 페르메이르가 그린 동명의 작품에서 따온 것이며, 페르메이르의 그림처럼 영화에 밝은 색채 배합을 사용하였다.

## 줄거리

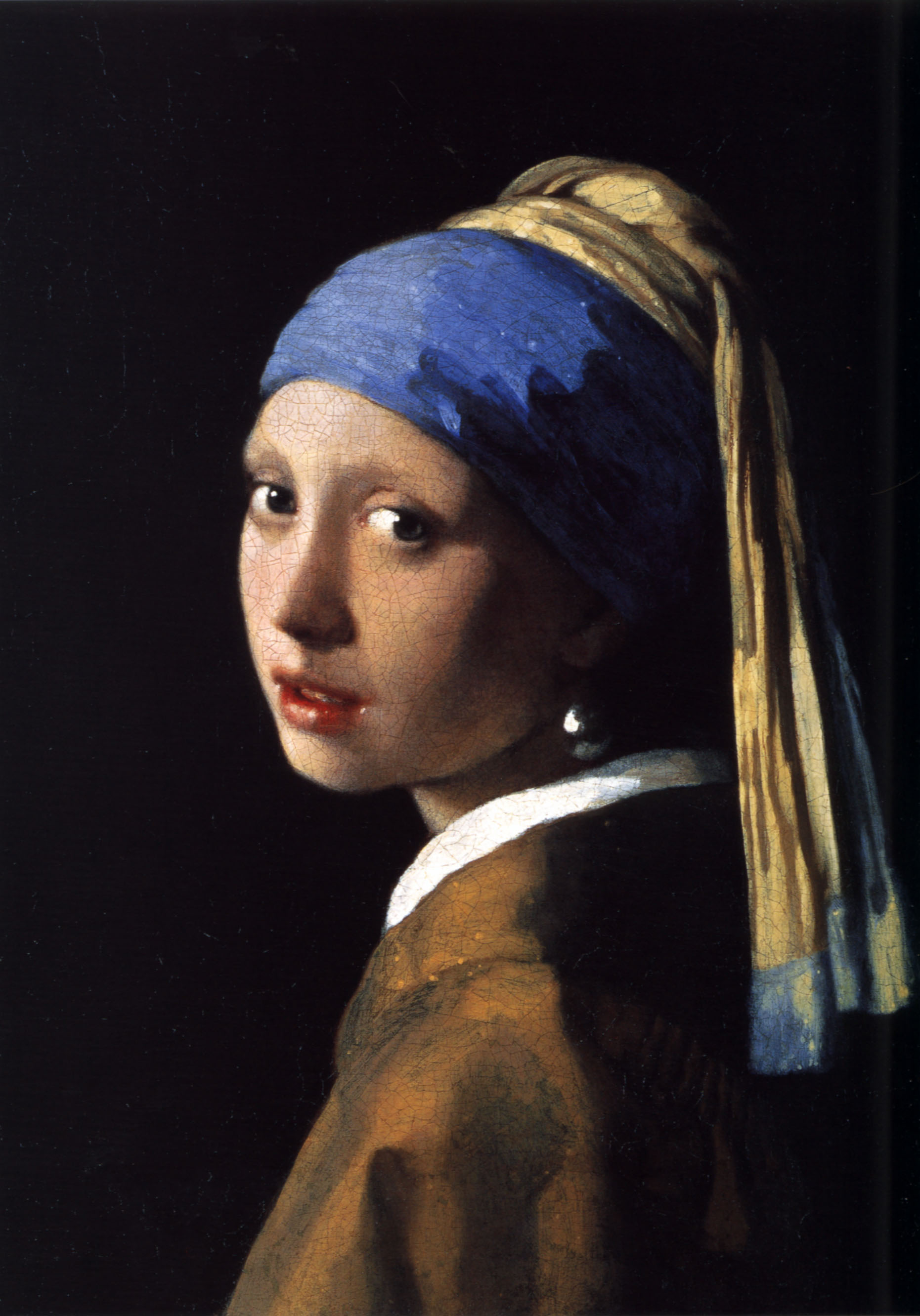
《진주 귀고리를 한 소녀》, 요하네스 페르메이르, 1665년 작.

그리트(스칼렛 요한슨)는 1660년대 네덜란드에 살고 있는 16세 소녀이다. 도자기 화가인 그녀의 아버지는 최근에 시력을 잃게 되었다. 아버지가 일을 할 수 없게 되자 가족은 곤란한 처지에 놓이게 되고, 그리트는 화가 요하네스 페르메이르(콜린 퍼스)의 집에 하녀로 들어간다.
주인과 하녀의 위치로서 대화를 나누면서 페르메이르와 그리트는 서로를 조금씩 알아가게 되고, 페르메이르는 그리트가 그림에 흥미를 가지고 있으며, 색에 대한 이해와 예술적인 소질이 있다는 것을 알게 된다. 페르메이르는 그리트가 물감을 섞거나 그림 작업을 돕도록 가르친다. 그의 아내 카타리나(에시 데이비스)가 둘이 매우 많은 시간을 보낸다는 것을 알게 되면 분노할 것을 염려하여, 페르메이르는 이 사실을 들키지 않도록 비밀로 한다. 아내와 대조적으로, 그의 장모(주디 파핏)는 그리트가 페르메이르에게 영감을 주고 마음을 안정시키는 역할을 한다는 것을 알게 된다.
심부름을 하러 집 밖을 나서는 일상적인 외출을 하면서, 그리트는 페르메이르의 단골 푸줏간 아들인 소년 피터(킬리언 머피)와 친구가 된다. 피터는 그녀에게 호감을 느끼고 가까워지고자 노력하지만, 그리트는 그의 애정에 별 다른 반응을 좀처럼 보이지 않는다. 페르메이르의 후원자인 판라위번(톰 윌킨슨)은 페르메이르의 집안일로 찾아온 그리트를 보게 되고, 페르메이르에게 자신의 집으로 그녀를 데려와 함께 그려줄 것을 요청한다. 페르메이르가 거절하자, 판라위번은 대신 그리트의 초상화를 그려줄 것을 부탁한다. 페르메이르는 판라위번의 후원과 그리트에게서 느끼는 연정 때문에 의뢰를 승낙한다. 페르메이르가 비밀스럽게 그림을 그리면서, 그와 그리트는 더욱 가까워진다. 그리트가 페르메이르와 그의 그림에 끌리고 있는 자신에 대해서 고민하는 동안, 판라위번은 그녀를 범하려하지만 그리트는 저항한다. (카타리나가 그리트를 불러서 실패로 돌아감) 그림의 밑작업이 끝난 후 페르메이르는 초상화를 위해서 그리트의 한쪽 귓볼을 뚫고 그의 아내의 진주 귀고리를 걸어준다. 늦은 밤, 그리트는 피터에게 찾아가 그와 사랑을 나눈다. 피터는 그녀에게 청혼하지만 그리트는 아무 말도 하지 않은 채 집으로 돌아간다.
페르메이르의 딸 코르넬리아의 이간질로, 카타리나는 페르메이르가 그리트에게 자신의 귀걸이를 걸고 초상화의 모델로 삼았다는 사실을 알게 된다. 페르메이르는 자신을 이해하지 못하는 아내를 책망하지만, 카타리나는 완성된 초상화를 보고 분노하며 그리트를 쫓아낸다. 집을 나가기 전, 그리트는 페르메이르를 몰래 지켜보다가 집을 나서게 된다. 얼마 후, 그리트에게 자신이 걸었던 카타리나의 진주 귀고리가 보내진다.

## 출연진
| 배우                                  | 배역                                    |
| ------------------------------------- | --------------------------------------- |
| 콜린 퍼스                             | 요하네스 페르메이르                     |
| 스칼렛 요한슨                         | 그리트(Griet)                           |
| 톰 윌킨슨                             | 핏 판라위번(Piet Van Ruijven)           |
| 주디 파핏                             | 마리아 틴스(Maria Thins)                |
| 킬리언 머피                           | 피터르(Pieter)                          |
| 에시 데이비스                         | 카타리나 페르메이르(Catharina Vermeer)  |
| 조애나 스캔런                         | 타네케(Tanneke)                         |
| 얼래키나 맨(Alakina Mann)             | 코르넬리아 페르메이르(Cornelia Vermeer) |
| 크리스 맥핼럼(Chris McHallem)         | 그리에트의 아버지                       |
| 롤로 위크스(Rollo Weeks)              | 프란스(Frans)                           |
| 애나 포플웰                           | 마르트허(Maertge)                       |
| 아나이스 네퍼(Anaïs Nepper)           | 리스베트(Lisbeth)                       |
| 멜러니 마이프로이드(Melanie Meyfroid) | 알레이디스(Aleydis)                     |
| 네이선 네퍼(Nathan Nepper)            | 요하네스(Johannes)                      |

## 한국판 성우진(KBS)
- 이규화 - 베르메르(콜린 퍼스)
- 소연 - 그리트(스칼렛 요한슨)
- 윤소라 - 카타리나(에시 데이비스)
- 이선영 - 장모(주디 파피트)
- 한상덕 - 반 루이벤(톰 윌킨슨)
- 김혜미 - 타네케(조안나 스캔런)
- 김승준 - 피터(킬리언 머피)
- 유호한 - 그리트의 아버지(크리스토퍼 맥할렘) / 정육점 주인(제프 벨)
- 임주현 - 그리트의 어머니(가브리엘 라이디)
- 박지윤 - 코닐리아(알라키나 만)
- 이승주 - 마에르트게(애나 포플웰)

## 수상
- 2003년
  - 카메리미지(Camerimage) 청동개구리상 - 에더아르도 세라(Eduardo Serra)
  - 디나르드(Dinard) 영국영화제 관객상 - 피터 웨버
  - 디나르드 영국영화제 골든히치콕상 - 피터 웨버
  - 산티아고(San Diego) 영화평가단상 최고의 촬영상 - 에더아르도 세라
  - San Sebastián 국제영화제 최고의 촬영상 - 에더아르도 사라
  - C. I. C. A. E.상 - 피터 웨버
- 2004년 로스앤젤레스 영화평가단상 최고의 촬영상 - 에더아르도 세라

### 후보
- 아카데미상
  - 〈최고의 미술감독 부문〉
  - 〈최고의 촬영 부문〉 에더아르도 세라
  - 〈의상설계 부문〉 디엔 반 스트랄렌(Dien Van Straalen)

## 원작과 차이점
- 영화판에는 피에트가 그리에트를 억지로 범하려다가 그리에트를 부르러 온 차트하리나 때문에 실패하는 부분이 있다. 소설판에서는 차트하리나가 아닌 코르넬리아 때문에 실패한다.
- 소설판에 나온 그리에트의 동생은 영화판에 나오지 않는다.
- 소설판에 나온 그리에트와 마에르트게의 관계와 페르메이르 집안의 맏딸은 영화판에 나오지 않는다.
- 소설판의 끝부분에 나오는 이야기들(그리에트와 피에테르의 혼인 등)은 영화판에 나오지 않는다.
- 영화판에는 피에테르가 그리에트에게 요하네스를 너무 가까이 하지 말라고 경고하는 부분이 있다. 소설판에서 그리에트에게 이 경고를 하는 사람은 반 레이븐후크(Van Leeuwenhoek)라는 사람으로 이 사람은 영화판에 나오지 않는다.
- 영화판에는 요하네스가 그리에트의 왼쪽 귓불에 진주 귀걸이를 다는 부분이 있다. 소설판에서는 오른쪽 귓불에만 요하네스가 달아주고 왼쪽 귓불에는 그리에트가 스스로 단다.
- 영화판에서는 자기 집으로 돌아온 그리에트에게 진주 귀걸이가 보내지는 때가 언제인지 밝히지 않는다. 소설판에는 10년 뒤라고 쓰여 있다.

## 같이 보기
- 요하네스 페르메이르의 그림 목록